# Branäsberget
Branäsberget är ett naturreservat belägen väster om Branäs i Torsby kommun i Värmlands län.
Området är naturskyddat sedan 2014 och är 29 hektar stort. Reservatet omfattar en brant nordostsluttning av berget och består främst av gammal grandominerad skog men även av tall och lövskog.